# آنتیموان تری‌فلوئورید
آنتیموان تری‌فلوئورید (به انگلیسی: Antimony trifluoride) با فرمول شیمیایی SbF۳ یک ترکیب شیمیایی با شناسه پاب‌کم ۲۴۵۵۴ است. که جرم مولی آن ۱۷۸٫۷۵ g/mol می‌باشد. شکل ظاهری این ترکیب، جامد بی رنگ است.